# Lupinus bogotensis
Lupinus bogotensis är en ärtväxtart som beskrevs av George Bentham. Lupinus bogotensis ingår i släktet lupiner, och familjen ärtväxter. IUCN kategoriserar arten globalt som livskraftig. Inga underarter finns listade i Catalogue of Life.